# Гарві (Луїзіана)
Гарві (англ. Harvey) — переписна місцевість (CDP) в США, в окрузі Джефферсон штату Луїзіана. Населення — 22 236 осіб (2020).

## Географія
Гарві розташоване за координатами 29°53′9″ пн. ш. 90°3′58″ зх. д. / 29.88583° пн. ш. 90.06611° зх. д. (29.885902, -90.066035).  За даними Бюро перепису населення США в 2010 році переписна місцевість мала площу 18,32 км², з яких 17,01 км² — суходіл та 1,31 км² — водойми.

## Демографія
Згідно з переписом 2010 року, у переписній місцевості мешкало 20 348 осіб у 7544 домогосподарствах у складі 5160 родин. Густота населення становила 1110 осіб/км².  Було 8895 помешкань (485/км²).
Расовий склад населення:
| - 43,5 % — білих - 41,1 % — чорних або афроамериканців - 6,8 % — азіатів - 0,4 % — корінних американців - 0,1 % — вихідців з тихоокеанських островів - 5,6 % — осіб інших рас |

До двох чи більше рас належало 2,5 %. Частка іспаномовних становила 13,4 % від усіх жителів.
За віковим діапазоном населення розподілялося таким чином: 24,3 % — особи молодші 18 років, 64,4 % — особи у віці 18—64 років, 11,3 % — особи у віці 65 років та старші. Медіана віку мешканця становила 35,6 року. На 100 осіб жіночої статі у переписній місцевості припадало 94,4 чоловіків;  на 100 жінок у віці від 18 років та старших — 92,2 чоловіків також старших 18 років.
Середній дохід на одне домашнє господарство  становив 56 220 доларів США (медіана — 39 014), а середній дохід на одну сім'ю — 69 968 доларів (медіана — 56 883). Медіана доходів становила 37 393 долари для чоловіків та 30 917 доларів для жінок. За межею бідності перебувало 20,7 % осіб, у тому числі 27,9 % дітей у віці до 18 років та 18,9 % осіб у віці 65 років та старших.
Цивільне працевлаштоване населення становило 9926 осіб. Основні галузі зайнятості: освіта, охорона здоров'я та соціальна допомога — 19,5 %, мистецтво, розваги та відпочинок — 13,3 %, будівництво — 10,8 %, роздрібна торгівля — 10,4 %.